# Jestřabí
Jestřabí (deutsch: Jastraby, 1939–1945 Habichtsau) ist eine Gemeinde in Tschechien. Sie liegt sechs Kilometer südöstlich von Slavičín und gehört zum Okres Zlín.

## Geographie
Jestřabí befindet sich im Nordwesten der Weißen Karpaten auf dem Gebiet des Naturparks CHKO Bílé Karpaty. Das Dorf liegt unterhalb der Einmündung der Rokytenka in einem rechten Seitental der Vlára. Nördlich erheben sich die Stupně (490 m) und der Rubanisko (501 m), östlich der Brálové, im Nordosten der Lázek (399 m), südöstlich der Na Nivách (512 m), im Süden die Doubrava (520 m), südwestlich die Rovně (435 m) sowie im Nordwesten die Vrchy (461 m). Auf dem Na Nivách befindet sich ein Sendeturm. Nördlich des Dorfes verläuft entlang der Vlára die Wlarabahn, die nächste Bahnstation ist Popov.
Nachbarorte sind Vrbětice und Křekov im Norden, Popov im Nordosten, Štítná nad Vláří im Osten, Žírce, Salašisko, Vápenice und Kršlisko im Südosten, Velíková, Šebák, Valentová und Kochavec im Süden, Jabloní, Podsedky, Šanov und Pod Zbytkem im Südwesten, Rokytnice und Hrádek na Vlárské dráze im Westen sowie Rokytenka, Divnice und Bohuslavice nad Vláří im Nordwesten.

## Geschichte
Die erste schriftliche Erwähnung des Dorfes erfolgte im Jahre 1503. Die Feste Jestřabí bildete zu dieser Zeit ein Erblehn der Burg Brumov, dessen Besitzer Jan Flajh von Jestřabí war. Der Name des Dorfes leitet sich von jestřáb (Habicht) ab. Im Jahre 1520 wurde das Dorf als Gestrzebij, 1571 als Gestrzaby, 1671 als Jestržaby und 1720 als Jestrzabi bezeichnet. Der Ort gehörte ursprünglich zum Olmützer Kreis und nach dessen Teilung im Jahre 1637 zum Hradischer Kreis. Seit 1787 bestand in Jestrzabi eine Lokalie und Pfarrschule, zuvor war das Dorf nach Brumov gepfarrt. Bis zur Mitte des 19. Jahrhunderts blieb Jestřaby der Herrschaft Brumov untertänig.
Nach der Aufhebung der Patrimonialherrschaften bildete Jestřabí ab 1850 eine Gemeinde in der Bezirkshauptmannschaft Uherský Brod und dem Gerichtsbezirk Valašské Klobouky. Zwischen 1855 und 1866 war das Dorf dem Bezirk Valašske Klobouky zugeordnet und kam danach zur wiedererrichteten Bezirkshauptmannschaft Uherský Brod zurück. Die Lokalie Štítná nad Vláří wurde 1856 zur Pfarre erhoben, Jestřabí und Popov waren fortan dorthin eingepfarrt. Nach der Aufhebung des Okres Valašské Klobouky kam Jestřabí Ende 1960 zum Okres Gottwaldov. Zwischen 1976 und 1991 war Jestřabí nach Štítná nad Vláří-Popov eingemeindet. Die Ansiedlung Kochavec wurde 1976 vom Kataster Jestřabí abgetrennt und Rokytnice zugeschlagen. Seit Beginn des Jahres 1992 bildet Jestřabí eine eigene Gemeinde.

## Gemeindegliederung
Für die Gemeinde Jestřabí sind keine Ortsteile ausgewiesen. Zu Jestřabí gehören die Ansiedlungen Rokytenka und Velíková.

## Sehenswürdigkeiten
- Kapelle der Jungfrau Maria Svatohostýnská, sie wurde in den Jahren 1922 bis 1927 mit Unterstützung amerikanischer Auswanderer anstelle eines hölzernen Glockenturmes errichtet
- Steinernes Kruzifix am Dorfanger, errichtet 1906